# Sematophyllum minutum
Sematophyllum minutum är en bladmossart som beskrevs av Brotherus 1900. Sematophyllum minutum ingår i släktet Sematophyllum och familjen Sematophyllaceae. Inga underarter finns listade i Catalogue of Life.